# Incidente dell'Ilyushin Il-18 di Aeroflot del 1974
Il 27 aprile 1974, un Ilyushin Il-18 della Aeroflot si schiantò mentre operava un volo charter da Leningrado a Zaporižžja, proseguendo per Krasnodar, in Unione Sovietica. L'aereo precipitò poco dopo il decollo dall'aeroporto di Leningrado-Pulkovo. Nessuna delle 109 persone a bordo sopravvisse.

## L'aereo
L'aereo era in servizio dal 1964 e al momento dell'incidente aveva accumulato 7 501 cicli (decolli e atterraggi).

## Passeggeri ed equipaggio
Il volo era guidato dal comandante Nikolaj Danilov, con altri 4 piloti e due assistenti di volo. C'erano 102 passeggeri a bordo.

## L'incidente
Il motore numero quattro dell'aereo prese fuoco due minuti dopo il decollo a causa di un disco del compressore difettoso. L'equipaggio scelse di tornare in aeroporto. Dopo aver esteso i flap per l'atterraggio, si verificò una condizione di asimmetria degli stessi, che fece precipitare l'aereo a circa due chilometri e mezzo dalla pista.
Forti vibrazioni nel motore numero quattro erano state segnalate durante il volo prima dell'incidente.